# Komunalizacja
Komunalizacja – proces polegający na przejmowaniu mienia prywatnego lub państwowego przez podmioty komunalne. Komunalizacja mienia państwowego najczęściej odbywała się przy utworzeniu samorządu gminnego, w celu wyposażenia gmin w niezbędny do funkcjonowania majątek.
Komunalizacja akcji/udziałów jest szczególnie uzasadniona w przypadku spółek z udziałem Skarbu Państwa prowadzących działalność w zakresie, który ściśle łączy się z wypełnianiem zadań własnych jednostek samorządu terytorialnego, a zmiany właścicielskie mogą przyczyniać się do bardziej efektywnego zarządzania i lepszego zaspokajania potrzeb lokalnych społeczności.